# Ajain
Ajain é uma comuna francesa na região administrativa da Nova Aquitânia, no departamento de Creuse. Estende-se por uma área de 33,14 km². Em 2010 a comuna tinha 1 122 habitantes (densidade: 33,9 hab./km²).

## História
Durante a Revolução de 1848, 16 moradores foram mortos tentando libertar os seus amigos, que foram presos por fraude fiscal.

## Locais
- A igreja de St. Pierre, datada do século XIII.
- A capela de Notre-Dame.
- Um monumento em homenagem a revolução de 1848.